# Magnus I (biskop i Åbo)
Magnus I var biskop i Finland 1291–1308.
Han var den förste biskopen från nuvarande Finland. Han föddes i Merttela by i Rusko. Under hans biskopstid började domkyrkan i Åbo byggas på Unikankare kulle. Kyrkan invigdes 1300 och biskopssätet flyttades hit från Korois. Han blev också den första biskopen att begravas i domkyrkan på Unikankare. Biskopens sigill från 1299 finns bevarat. Också utnämningsbrevet på latin från 1295 finns kvar.